# 1725년
1725년은 월요일로 시작하는 평년이다.

## 연호
- 청(淸) 옹정(雍正) 3년
- 일본(日本) 교호(享保) 10년
- 후 레 왕조(後黎朝) 바오타이(保泰) 6년

## 기년
- 류큐(琉球) 쇼케이왕(尚敬王) 13년
- 청(淸) 세종 옹정제(世宗 雍正帝) 3년
- 조선(朝鮮) 영조(英祖) 원년
- 후 레 왕조(後黎朝) 유종(裕宗) 21년

## 사건
- 1월 25일, 스페인 사략선 아마로 파고는 Hidalgo(귀족)의 칭호를 받습니다.
- 흠정고금도서집성(欽定古今圖書集成, 청나라 때의 백과사전)이 완성됨.
- 탕평책 실시.

## 탄생
- 2월 26일 - 프랑스의 발명가 니콜라 조제프 퀴뇨. (~1804년)
- 3월 11일 - 로마의 가톨릭교회 추기경 헨리 베네딕트 스튜어트. (~1807년)
- 4월 2일 - 이탈리아의 모험가·작가 자코모 카사노바. (~1798년)
- 7월 1일 - 프랑스의 군인, 원수 로샹보 백작 장바티스트 도나티앵 드 비뫼르. (~1807년)
- 8월 28일 - 영국의 정치가 찰스 타운젠드. (~1767년)

## 사망
- 2월 8일 - 러시아 제국 로마노프 왕조의 황제 표트르 1세. (1672년~)